# Julius Riemer
Julius Riemer (1880-1958) foi um fabricante alemão e fundador de um museu.
Após a Segunda Guerra Mundial, Riemer abriu em Wittenberg um museu de história natural e etnologia com o seu nome, que foi dirigido pela sua viúva até à sua morte em 2002. O museu foi encerrado em 2011 e reaberto num novo local em 2018 (Museu das Colecções Municipais no Arsenal).